# Verdelho blanc
Le verdelho blanc est un cépage blanc cultivé dans l'ensemble du Portugal. Dans l'île de Madère, il a donné aussi son nom à l'un des quatre principaux types de vin de Madère.
Ce cépage produit un vin liquoreux qui se caractérise par une teneur élevée en alcool, généralement autour de 17°. Il a une couleur agréable entre le vieil or et l'or paille avec des teintes verdâtres. Il est produit dans les sols très exposés au soleil et bien ventilés. Le goût rappelle en général les noisettes et les noix où se distinguent des notes d'épices et de tabac. Il a une douceur veloutée, avec une acidité équilibrée, dotée d'harmonie et est sec, mais lisse et corsé.

## Madère
Ce cépage est traditionnellement l'un des plus plantés sur la petite île de Madère, depuis que la vigne y est cultivée, au XVe siècle. Il a cependant été très affecté par le phylloxéra et le nombre de vignes a fortement diminué au cours du siècle suivant. Depuis 1993, tous les vins portant l'appellation de « Madère Verdelho » doivent contenir au moins 85 % de ce cépage, ce qui n'était pas le cas auparavant.
Le Madère Verdelho par son goût se situe entre le Sercial et le Bual, plus sec que le Bual mais pas autant que le Sercial. Ce cépage est connu pour son acidité élevée lorsqu'il vieillit, mais, si on le boit jeune, il possède généralement plus de saveurs de fruits que les autres Madères. Certains producteurs essaient de faire un vin de table en laissant au raisin plus de temps pour murir avant la récolte et en le mélangeant avec des cépages Arnsburger pour équilibrer l'acidité naturellement élevée du Verdelho.

## Autres régions

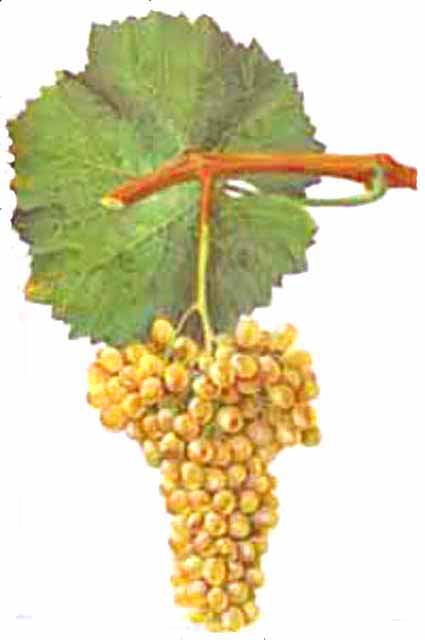
Grappe de verdehlo

Le Verdelho portugais est connu pour sa teneur élevée en sucre généralement atteinte dans le climat plus chaud de Madère. En plus petites quantités, il est cultivé dans la région de Galice en Espagne où il est appelé "Verdello". On le trouve également en Argentine, avec au moins un producteur qui le commercialise simplement sous le nom de Verdelho.
Ce raisin a été un succès dans les vignobles d'Australie, en particulier la région de la vallée Hunter, la Langhorne Creek et la Swan Valley. La version australienne de Verdelho est connue pour ses saveurs intenses avec des notes de citron vert et de chèvrefeuille et la texture huileuse que ces vins peuvent avoir après un certain vieillissement. Il est également présent en Crimée.
On trouve également ce cépage marginalement dans la vallée de la Loire : la légende veut qu'il y ait été apporté en 732 par les envahisseurs maures. (ce qui reste à vérifier)
Dans l'appellation Savennières, il est présent depuis longtemps et s'est mêlé dans les cuvées au seul cépage officiellement autorisé par l'AOC, le chenin. Aujourd'hui quelques producteurs en font des cuvées particulières, comme le domaine des Baumard ou le domaine du Closel.

## Confusion avec d'autres cépages
Le Verdelho est souvent confondu avec le Verdelho Tinto, un cépage rouge également cultivé à Madère. Ces deux cépages sont apparentés mais bien différents. Il est aussi confondu avec le Verdelho Feijão et le Gouveio du Portugal, le cépage italien Verduzzo et le cépage blanc Verdejo cultivé en Espagne.

## Viticulture
Le Verdelho est un cépage moyennement vigoureux qui produit de petites grappes de petits grains ovales avec une proportion peau/pulpe élevée. Les peaux des grains peuvent être épaisses et donner un goût «dur» quand on les consomme. Les raisins mûrissent tôt mais peuvent être sujets à l'oïdium. La vigne peut également être sensible au gel au printemps.

## Synonymes
Le Verdelho est aussi connu sous les noms suivants :
- Verdelho Branco dos Açores
- Verdelho Branco da Madeira
- Verdelho de Madere
- Verdelho Branco dos Açores
- Verdelho Pico
- Verdello
- Verdello no Peluda Finca Natero